# Mario Lavista

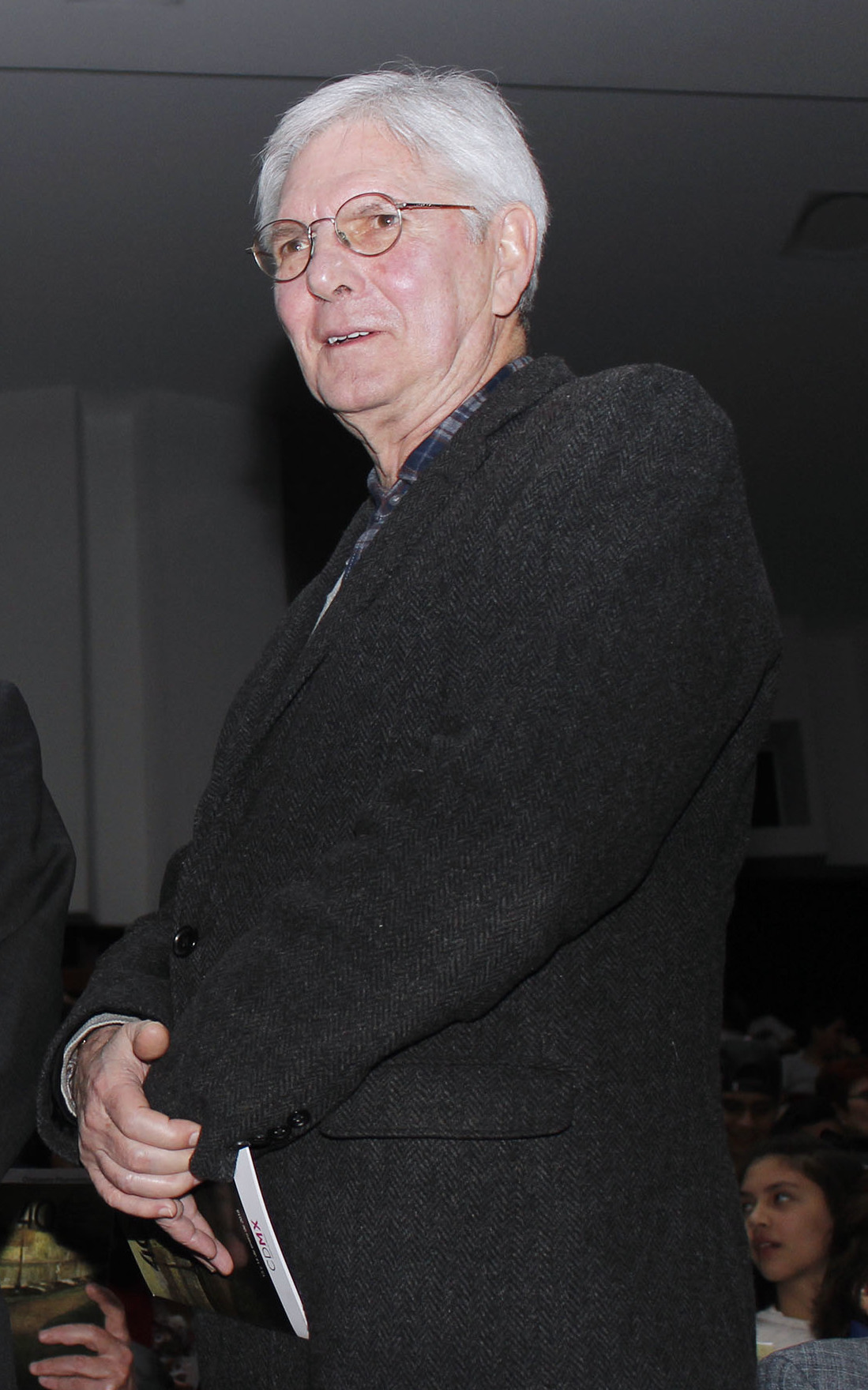
Mario Lavista (2018)

Mario Lavista (* 3. April 1943 in Mexiko-Stadt; † 4. November 2021 ebenda) war ein mexikanischer Komponist.

## Biografie
Mario Lavista studierte von 1963 bis 1967 am Konservatorium von Mexiko bei Héctor Quintanar, Carlos Chávez und Rodolfo Halffter, danach an der Schola Cantorum in Paris bei Jean-Étienne Marie sowie bei Iannis Xenakis und Henri Pousseur und schließlich an der Musikhochschule Köln bei Karlheinz Stockhausen. Ab 1970 unterrichtete er Komposition am Konservatorium von Mexiko. Im selben Jahr gründete er mit anderen Musikern die Improvisationsgruppe Quanta. Von 1970 bis 1971 arbeitete er in einem Studio für elektronische Musik in Tokio. 1987 erhielt er ein Guggenheim-Stipendium, das er zur Komposition der Oper Aura nutzte. Im gleichen Jahr wurde er Mitglied der Academia de Artes, 1998 Mitglied des Colegio Nacional de México.
Er komponierte Bühnen-, Orchester-, Vokalwerke, Kammer- und Klaviermusik, darunter Stücke für Streichorchester und für Streichquartett, Improvisationen für Tonband, das Stück Kronos für fünfzehn Uhrwerke und ein Continuo für Orchester. Mit dem Maler Arnaldo Coen schuf er ein grafisch-musikalisches Projekt. 1995 wurde die Missa Brevis ad Consolationis Dominam Nostram uraufgeführt. Daneben komponierte er auch Film- und Fernsehmusiken für Regisseure wie Gilberto Martínez Solares, Gabriel Retes, Rosa Martha Fernandez oder Nicolás Echevarría.
Außerdem trat er auch als Publizist und Autor hervor: An der Universidad Nacional Autónoma de México (UNAM) gründete er 1975 das Musikjournal Talea, 1982 gründete er das Musikjournal Pauta. 1988 veröffentlichte er die Schrift Textos en torno a la música.

## Preise
1991 erhielt Lavista den Nationalpreis für Wissenschaften und Künste sowie die Medalla Mozart, 2013 den Tomás-Luis-de-Victoria-Preis.

## Bibliographische Quellen
- Coriún Aharonian: An Approach to Compositional Trends in Latin America. In: Leonardo Music Journal, vol. 10, 2000, OCLC 703722417.
- Luis Jaime Cortez: Mario Lavista, textos en torno a la música. Cenidim, Mexiko-Stadt 1988; 171 pp., OCLC 948386731.
- Eugenio Delgado: El lenguaje musical de „Aura“. In: Heterofonía, vol. XXVI, no. 108, ene.-jun., pp. 45–51. Cenidim, Mexiko-Stadt 1993.
- Joaquín Orellana: Hacia un lenguaje propio de Latinoamérica en música actual. In: Alero, Third period, No. 24 (Guatemala City, May-June 1977).